# Sintetisme

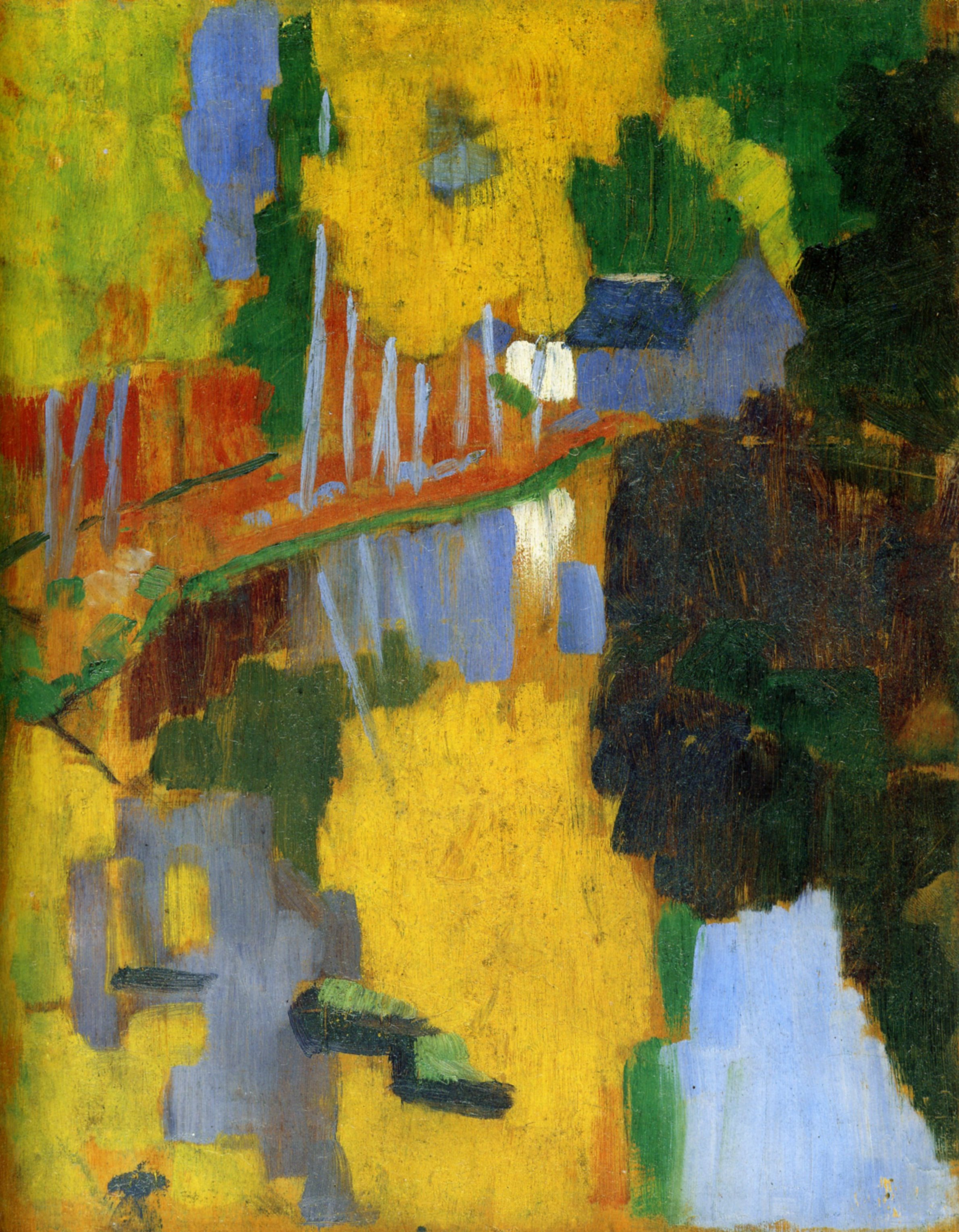
El Talismà, de Paul Sérusier, 1888, Musée d'Orsay, París, una de les obres principals de l'escola sintètica.

Sintetisme és un terme utilitzat per artistes postimpressionistes com Paul Gauguin, Emile Bernard i Louis Anquetin per distingir el seu treball de l'impressionisme. A l'escola de Pont-Aven es van forjar el sintetisme i el cloisonnisme. El sintetisme va estar connectat primer amb el cloisonnisme i més tard amb el simbolisme. El terme es deriva del verb francès synthétiser (sintetitzar o combinar per formar un nou producte complex).
Paul Gauguin, Emile Bernard, Louis Anquetin i uns altres van ser els iniciadores de l'estil a la fi de la dècada de 1880 i a principis de la de 1890.
Els artistes sintetistes van tenir l'objectiu de sintetitzar tres característiques: 
- L'aparença exterior de les formes naturals.
- Els sentiments de l'artista sobre el seu objecte.
- La puresa de les consideracions estètiques de la línia, el color i la forma.

En 1890, Maurice Denis va sumaritzar els objectius del sintetisme com,
És bo recordar que una pintura, abans de ser un cavall de batalla, una dona nua o alguna altra cosa és, essencialment, una superfície plana coberta amb colors reunits en un cert ordre.
El terme va ser utilitzat per primera vegada el 1877 per distingir entre l'impressionisme científic i naturalista, i el 1889, quan Gauguin i Emile Schuffenecker van organitzar l'Exposició de Pintures del Grup Impressionista i Sintetista en el Cafè Volpini durant l'Exposició Universal de París de 1889. El confús títol, ha permès erròniament associar-ho amb l'impressionisme. El sintetisme va emfatitzar patrons plans, de dues dimensions, essent, per tant, diferent de l'art i la teoria impressionista.

## Algunes pintures sintetistes
- Paul Sérusier - El talismà (Le Talisman (Bois d'amour)) (1888).
- Paul Gauguin - La visió després del sermó (1888), La Bella Àngela (1889), La pèrdua de la innocència (1890).
- Émile Bernard - Le Blé Noir (1888).
- Cuno Amiet - Bretonne (1893).